# Siphona nigra
Siphona nigra är en tvåvingeart som beskrevs av Takuji Tachi och Hiroshi Shima 2005. Siphona nigra ingår i släktet Siphona och familjen parasitflugor. Inga underarter finns listade i Catalogue of Life.